# Pearcea schimpfii
Pearcea schimpfii är en tvåhjärtbladig växtart som beskrevs av Rudolf Mansfeld. Pearcea schimpfii ingår i släktet Pearcea och familjen Gesneriaceae. Inga underarter finns listade i Catalogue of Life.